# Флаг Организации исламского сотрудничества
Флаг Организации исламского сотрудничества — белый с зелёным полумесяцем, рогами вправо, обрамляющим схематический земной шар с параллелями и меридианами, в центре которого изображена чёрная Кааба. Полумесяц и зелёный цвет — символы ислама.
Флаг принят в 2011 году вместе со сменой названия организации, заменив предыдущий флаг.

## Флаг до 2011 г.

Флаг Организации исламского сотрудничества (1981-2011)

Первый флаг Организации Исламского сотрудничества, принятый в 1981 году — зелёный фон (зелёный цвет — символ ислама, исламских земель), в центре которого в белом круге изображен красный полумесяц, обращённый вверх, — это символ, который должен буквально отобразить в символической форме ислам и что Аллах стоит выше, чем все люди. Белый круг представляет мир среди мусульман и всех людей, живущих в мире. Внутри полумесяца такбир «Аллах акбар», написанный арабской вязью.